# (33656) 1999 JD89
1999 JD89 (asteroide 33656) é um asteroide da cintura principal. Possui uma excentricidade de 0.11831940 e uma inclinação de 13.78906º.
Este asteroide foi descoberto no dia 12 de maio de 1999 por LINEAR em Socorro.